# Staliastes
Staliastes is een geslacht van wantsen uit de familie van de Reduviidae (Roofwantsen). Het geslacht werd voor het eerst wetenschappelijk beschreven door George Willis Kirkaldy in 1900.

## Soorten
Het genus bevat de volgende soorten:

- Staliastes alternus Miller, 1953
- Staliastes bicolor (Hsiao, 1976)
- Staliastes dubius (Miller, 1940)
- Staliastes malayanus Miller, 1940
- Staliastes melancholicus Breddin, 1903
- Staliastes punctorius (Stål, 1863)
- Staliastes rufus (Laporte, 1832)
- Staliastes strigifer (Walker, 1873)
- Staliastes zonatus (Walker, 1873)